# Поллог
Поллог (каз. Поллог) — село в Бородулихинском районе Абайской области Казахстана. Входит в состав Жерновского сельского округа. Код КАТО — 633847500.

## Население
В 1999 году население села составляло 282 человека (133 мужчины и 149 женщин). По данным переписи 2009 года, в селе проживало 216 человек (112 мужчин и 104 женщины).